# Belagerung von Paris (845)
Die Belagerung von Paris im Jahr 845 war die erste Belagerung der Stadt durch Wikinger und fand unter dem Anführer Reginheri statt. 

## Verlauf
Die erste Belagerung der Stadt durch Wikinger fand im Jahr 845 unter dem Anführer Reginheri statt. Die Nordmänner fuhren mit ca. 120 Schiffen die Seine hinauf, wobei sie widerstandslos die Ufer verwüsteten. Trotz Aufstellung eines Heeres hielt der westfränkische König Karl der Kahle einen Kampf für aussichtslos und schloss mit den Wikingern Verträge über die Lösegeldzahlung von 7000 Pfund Silber, wodurch es zu deren vorläufigem Abzug kam. Die Verlockung, nochmals Lösegeld zu erpressen, führte jedoch in der Folge in den nächsten Jahren zu weiteren Überfällen auf die Stadt, welche in der fast einjährigen Belagerung von November 885 bis Oktober 886 gipfelten.

## Rezeption
- In der Fernsehserie Vikings wird in der dritten Staffel die Belagerung von Paris im Jahr 845 dargestellt. Hier wird die Belagerung nicht von Reginheri geführt, sondern dem legendären Ragnar Lodbrok.